# Copa Finta Internacional
A Copa Finta Internacional foi um torneio de futebol disputado em 2005 na cidade de Volta Redonda-RJ.
As três equipes que disputaram foram o Volta Redonda, Flamengo e Joe Public, de Trinidad e Tobago.
O Campeão foi o Volta Redonda.

## Partidas

### 1° Jogo
| 16 de Janeiro, de 2005 | Volta Redonda                       | 2 – 1     | Joe Public      | Estádio Raulino de Oliveira, Volta Redonda Público: 1.092 |
|                        | Hamilton 21' · Márcio Guerreiro 47' | Relatório | Reon Nelson 77' |                                                           |

| Volta Redonda | Joe Public |

### 2° Jogo
| 18 de Janeiro, de 2005 | Flamengo                                                           | 5 – 0     | Joe Public | Estádio Raulino de Oliveira, Volta Redonda Público: 1.244 |
|                        | Júnior 21' · Dimba 63' · Marcos Denner 73' · Dimba 80' · Ibson 86' | Relatório |            |                                                           |

| Flamengo | Joe Public |

|                  |    |                       |  |  |
|                  |    |                       |  |  |
| G                | 1  | Diego                 |  |  |
| LD               | 2  | China                 |  |  |
| Z                | 3  | Thiago Campos         |  |  |
| Z                | 4  | Fabiano               |  |  |
| LE               | 6  | Júlio Cesar Moraes    |  |  |
| V                | 5  | Robson Alves da Silva |  |  |
| V                | 8  | Júnior                |  |  |
| M                | 7  | Ibson                 |  |  |
| M                | 10 | Zinho                 |  |  |
| A                | 9  | Dimba                 |  |  |
| A                | 11 | Marcos Denner         |  |  |
| Substituições:   |    |                       |  |  |
| Z                | 21 | Rodrigo Arroz         |  |  |
| LE               | 21 | André Santos          |  |  |
| M                | 19 | Adrianinho            |  |  |
| A                | 21 | Fabiano Oliveira      |  |  |
| Treinador:       |    |                       |  |  |
| Júlio César Leal |    |                       |  |  |

### 3.º Jogo
| 20 de Janeiro, de 2005 | Volta Redonda  | 1 – 0     | Flamengo | Estádio Raulino de Oliveira, Volta Redonda Público: 5.188 |
|                        | Leo Guerra 12' | Relatório |          |                                                           |

| Volta Redonda | Flamengo |

|                |    |                  |  |  |
|                |    |                  |  |  |
| G              | 1  | Adriano          |  |  |
| LD             | 2  | Schneider        |  |  |
| Z              | 3  | Ailson           |  |  |
| Z              | 4  | Julio César      |  |  |
| LE             | 6  | Maciel           |  |  |
| V              | 5  | Marcos Baiano    |  |  |
| V              | 8  | Mário César      |  |  |
| M              | 7  | Wennedy          |  |  |
| M              | 10 | Marcio Guerreiro |  |  |
| A              | 9  | Fábio            |  |  |
| A              | 11 | Leo Guerra       |  |  |
| Substituições: |    |                  |  |  |
|                |    | Cristiano        |  |  |
|                |    | Valtinho         |  |  |
|                |    | Preto            |  |  |
|                |    | Leandro          |  |  |
|                |    | Diego            |  |  |
| Treinador:     |    |                  |  |  |
| Dário Lourenço |    |                  |  |  |

|                  |    |                       |  |  |
|                  |    |                       |  |  |
| G                | 1  | Diego                 |  |  |
| LD               | 2  | Fabio                 |  |  |
| Z                | 3  | Thiago Campos         |  |  |
| Z                | 4  | Fabiano               |  |  |
| LE               | 6  | Júlio Cesar Moraes    |  |  |
| V                | 5  | Robson Alves da Silva |  |  |
| V                | 8  | Júnior                |  |  |
| M                | 7  | Ibson                 |  |  |
| M                | 10 | Zinho                 |  |  |
| A                | 9  | Dimba                 |  |  |
| A                | 11 | Marcos Denner         |  |  |
| Substituições:   |    |                       |  |  |
| Z                |    | André Santos          |  |  |
| V                |    | Jonatas               |  |  |
| M                |    | Adrianinho            |  |  |
| M                |    | Fellype Gabriel       |  |  |
| A                |    | Fabiano Oliveira      |  |  |
| Treinador:       |    |                       |  |  |
| Júlio César Leal |    |                       |  |  |

## Tabela
| Classificação Final | Classificação Final | Classificação Final | Classificação Final | Classificação Final | Classificação Final | Classificação Final | Classificação Final | Classificação Final |
| Times               | Times               | Pts                 | J                   | V                   | D                   | GP                  | GC                  | SG                  |
| ------------------- | ------------------- | ------------------- | ------------------- | ------------------- | ------------------- | ------------------- | ------------------- | ------------------- |
| 1º                  | Volta Redonda       | 6                   | 2                   | 2                   | 0                   | 3                   | 1                   | +2                  |
| 2º                  | Flamengo            | 3                   | 2                   | 1                   | 1                   | 5                   | 1                   | +4                  |
| 3º                  | Joe Public          | 0                   | 2                   | 0                   | 2                   | 1                   | 7                   | -6                  |

## Premiação
| Copa Finta Internacional        |
| ------------------------------- |
| Volta Redonda Campeão (invicto) |